# Neopolyptychus spurnelli
Neopolyptychus spurnelli är en fjärilsart som beskrevs av Rothschild och Jordan 1912. Neopolyptychus spurnelli ingår i släktet Neopolyptychus och familjen svärmare. Inga underarter finns listade i Catalogue of Life.